# Malacomorpha
Malacomorpha is een geslacht van Phasmatodea uit de familie Pseudophasmatidae. De wetenschappelijke naam van dit geslacht is voor het eerst geldig gepubliceerd in 1906 door Rehn.

## Soorten
Het geslacht Malacomorpha omvat de volgende soorten:
- Malacomorpha androsensis Rehn, 1906
- Malacomorpha bastardoae Conle, Hennemann & Perez-Gelabert, 2008
- Malacomorpha cancellatus (Redtenbacher, 1906)
- Malacomorpha cyllarus (Westwood, 1859)
- Malacomorpha guamuhayaense Zompro & Fritzsche, 2008
- Malacomorpha hispaniola Conle, Hennemann & Perez-Gelabert, 2008
- Malacomorpha jamaicana (Redtenbacher, 1906)
- Malacomorpha longipennis (Redtenbacher, 1906)
- Malacomorpha macaya Conle, Hennemann & Perez-Gelabert, 2008
- Malacomorpha minima Conle, Hennemann & Perez-Gelabert, 2008
- Malacomorpha multipunctata Conle, Hennemann & Perez-Gelabert, 2008
- Malacomorpha obscura Conle, Hennemann & Perez-Gelabert, 2008
- Malacomorpha poeyi (Saussure, 1868)
- Malacomorpha sanchezi Conle, Hennemann & Perez-Gelabert, 2008
- Malacomorpha spinicollis (Burmeister, 1838)